# Maciej Kaczmarek
Maciej Kaczmarek (ur. 5 grudnia 1964 w Poznaniu) – polski archeolog, profesor nauk humanistycznych. Specjalizuje się w archeologii pradziejowej, epoce brązu oraz wczesnej epoce żelaza. Profesor na Wydziale Archeologii Uniwersytetu im. Adama Mickiewicza w Poznaniu. W latach 2015–2019 kierownik Zakładu Epok Kamienia i Brązu w Instytucie Archeologii UAM.
Stopień doktorski uzyskał w 1999 na podstawie pracy pt. Rozwój zachodniowielkopolskich społeczności kultury łużyckiej w epoce brązu (promotorem był prof. Jerzy Fogel). Habilitował się w 2012 na podstawie oceny dorobku naukowego i rozprawy pt. Epoka brązu na Nizinie Wielkopolsko-Kujawskiej w świetle interregionalnych kontaktów wymiennych. 22 kwietnia 2021 roku decyzją prezydenta RP otrzymał tytuł naukowy profesora.